# Pterocarpus macrocarpus
Espèce
Statut de conservation UICN

 EN A3cd : En danger
Pterocarpus macrocarpus, le padouk de Birmanie, est une espèce de plantes à fleurs de la famille des Fabacées. C’est un arbre qu'on trouve dans les forêts tropicales de la péninsule indochinoise : Birmanie, Thaïlande, Laos, Cambodge et Vietnam.

## Description
Pterocarpus macrocarpus est un arbre de taille moyenne de 10 à 30 m de haut avec un tronc dont le diamètre peut atteindre 1,7 m.
Ses fleurs sont jaunes. Son bois est dur et résiste aux termites.

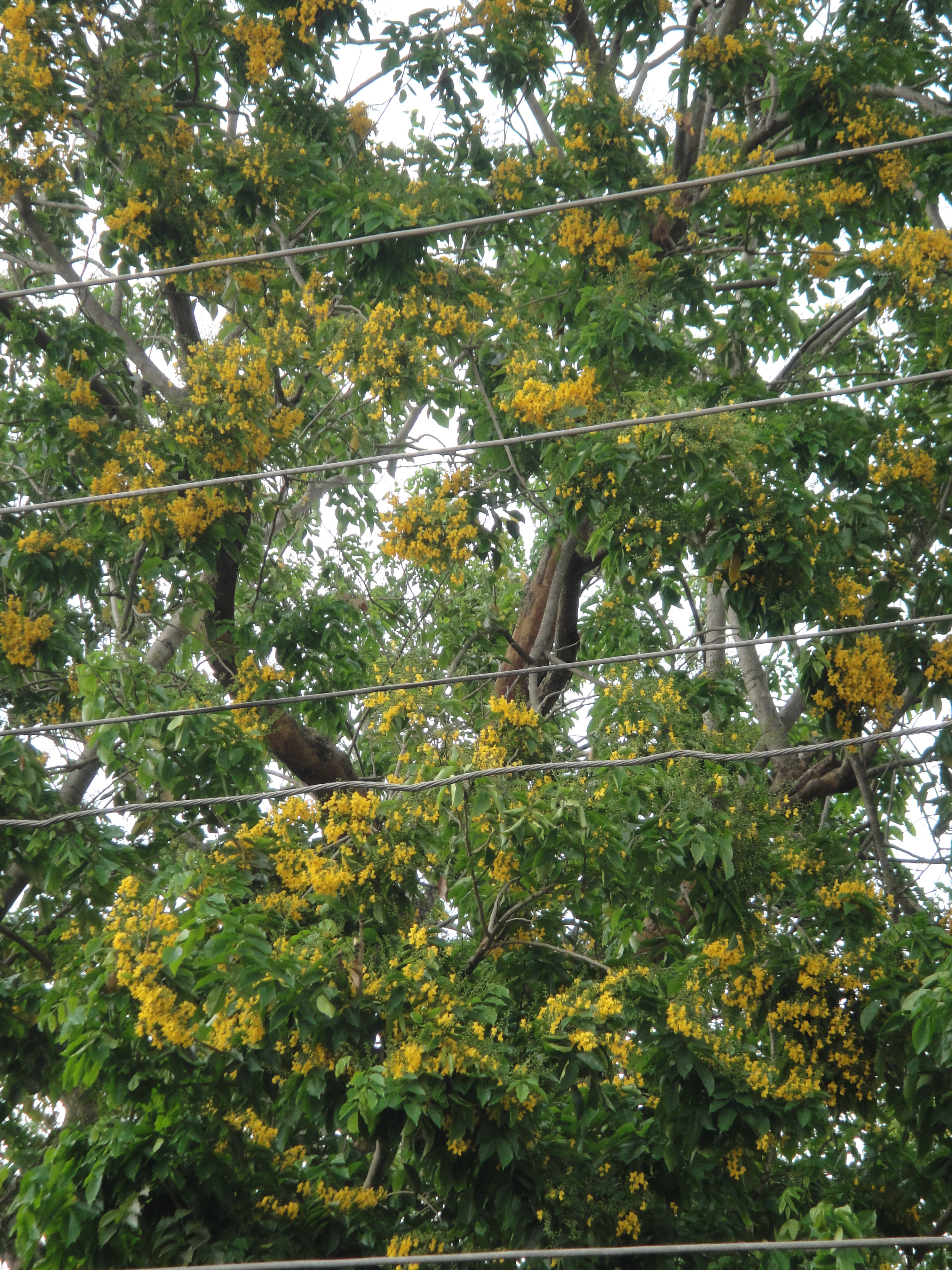
Pterocarpus macrocarpus en fleurs pendant la fête du nouvel an birman Thingyan, en Birmanie.
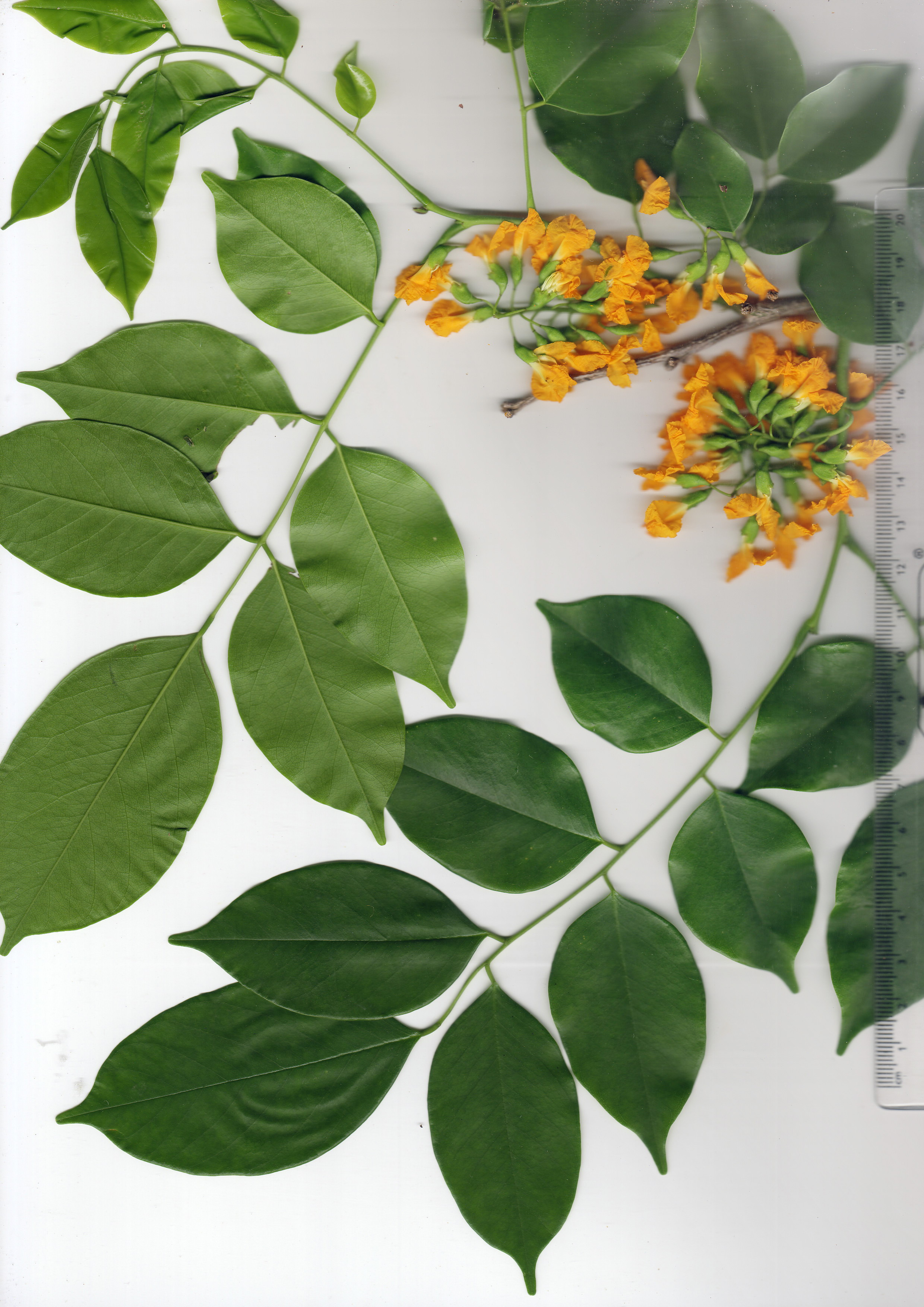
Feuilles et fleurs collectées à Chonburi, en Thaïlande.
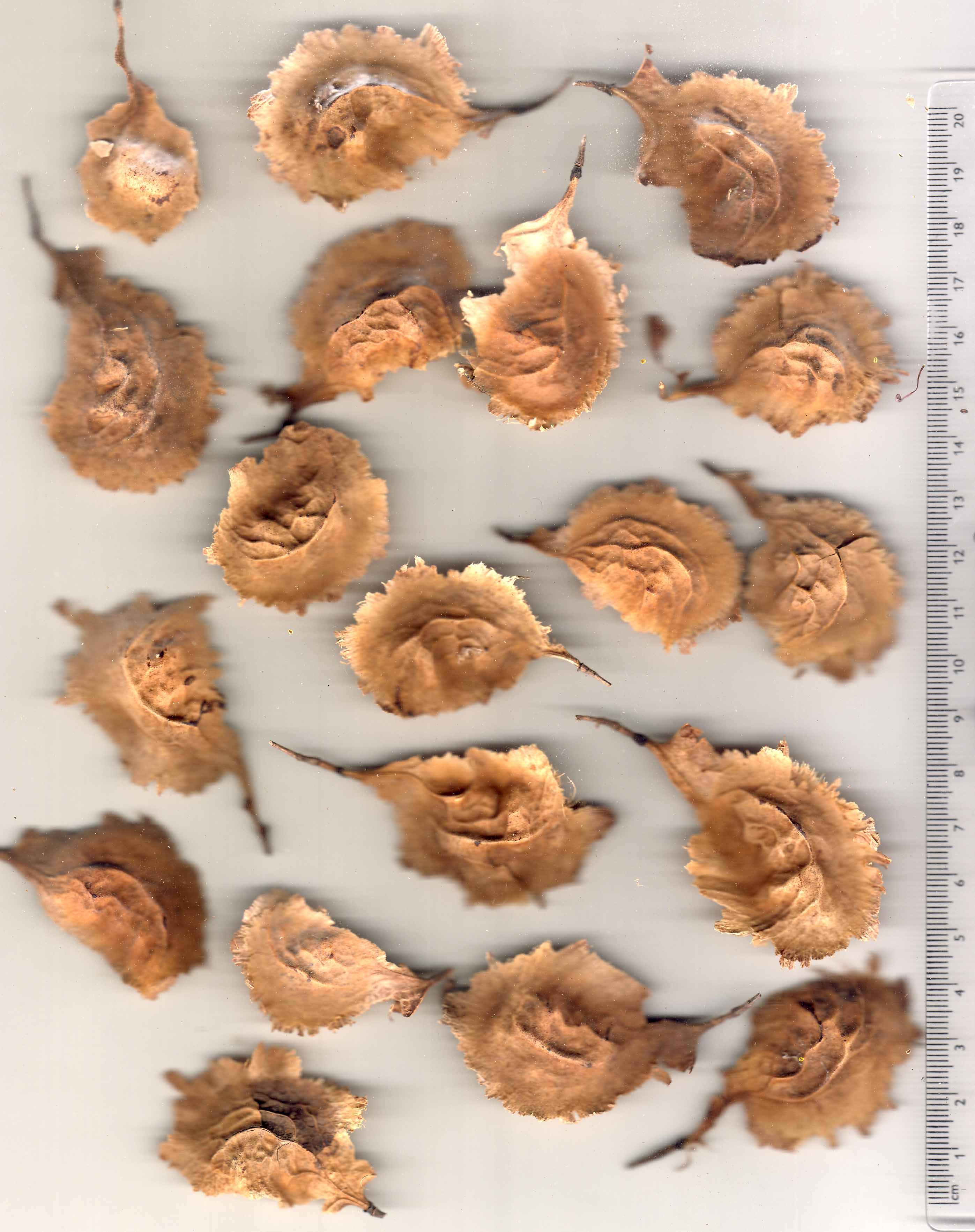
Graines, à Phitsanulok, en Thaïlande.

## Synonymes
Pterocarpus macrocarpus a pour synonymes selon Plants of the World online (POWO) (22 février 2021) :
- Lingoum cambodianum Pierre
- Lingoum glaucinum Pierre
- Lingoum gracile Pierre
- Lingoum macrocarpum (Kurz) Kuntze
- Lingoum oblongum Pierre
- Lingoum parvifolium Pierre
- Lingoum pedatum Pierre

## Liste des variétés
Selon Tropicos (22 février 2021) :
- variété Pterocarpus macrocarpus var. oblongus (Pierre) Gagnep.